# Ganancia solar

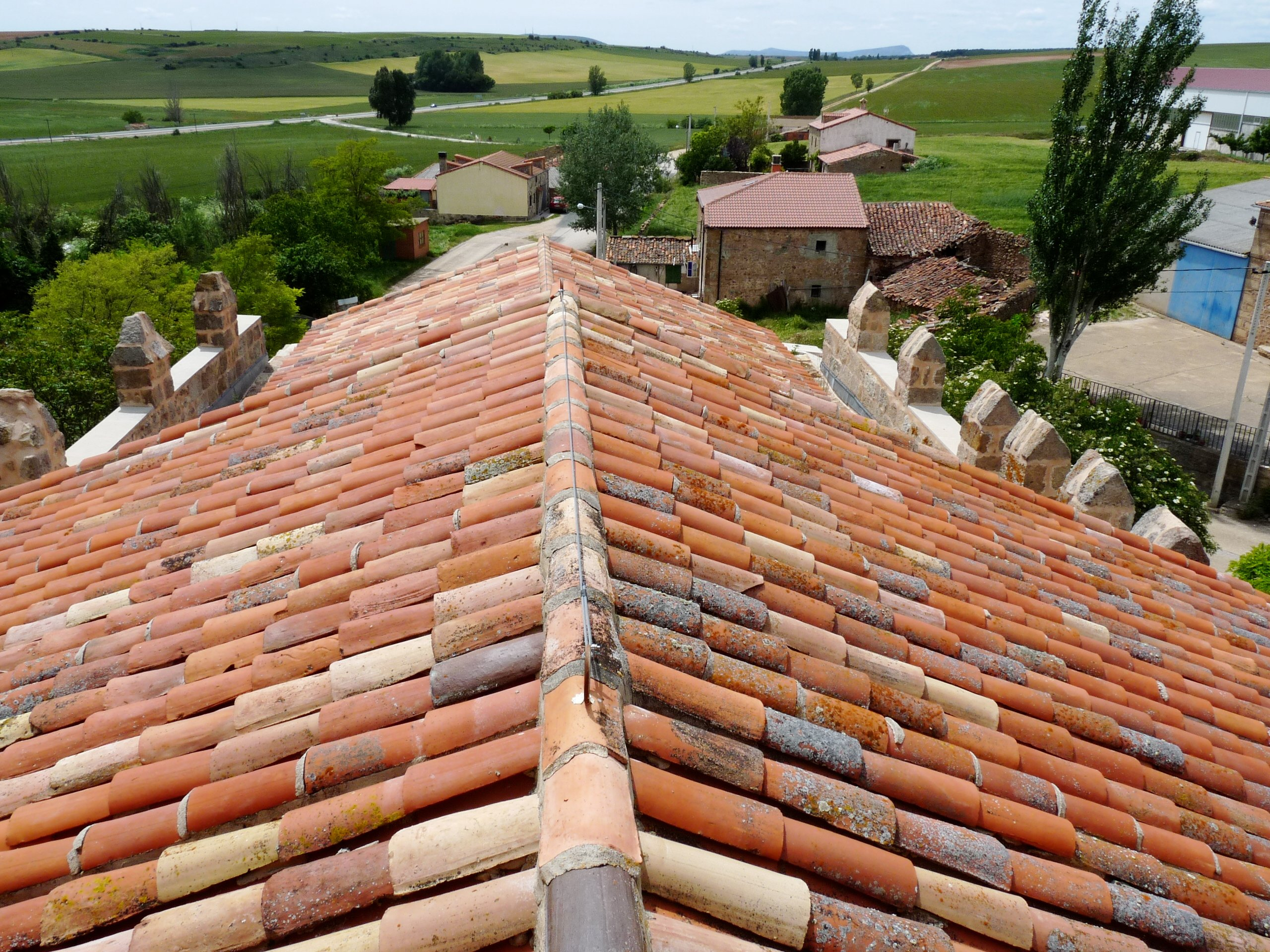
Los tejados son elementos de captura de energía solar.

La ganancia solar (conocida también como ganancia solar térmica, ganancia calorífica solar o ganancia pasiva solar) se refiere al aumento de la energía térmica de un espacio, objeto o estructura tras ser expuesta a la radiación solar incidente. La ganancia solar que experimenta un espacio depende de la irradiancia solar incidente y de la capacidad de los materiales para transmitir o resistir la radiación.
Los objetos alcanzados por la luz solar absorben sus componentes infrarrojas de onda corta y visible, aumentando su temperatura y luego reirradian ese calor a longitudes de onda infrarrojas más largas. Aunque los materiales de construcción transparentes, como el vidrio, permiten que la luz visible los atraviese casi sin impedimentos, una vez que la luz se transforma en radiación infrarroja de onda larga mediante los materiales en el interior, no puede escapar por la ventana, ya que el vidrio es opaco para estas longitudes de onda más largas. El calor atrapado provoca una ganancia solar a través de un fenómeno conocido como efecto invernadero. En edificios, una ganancia solar excesiva puede provocar un sobrecalentamiento dentro del espacio, pero también puede usarse como estrategia de calentamiento pasivo cuando se desea calor.

## Propiedades de ganancia solar en ventanas

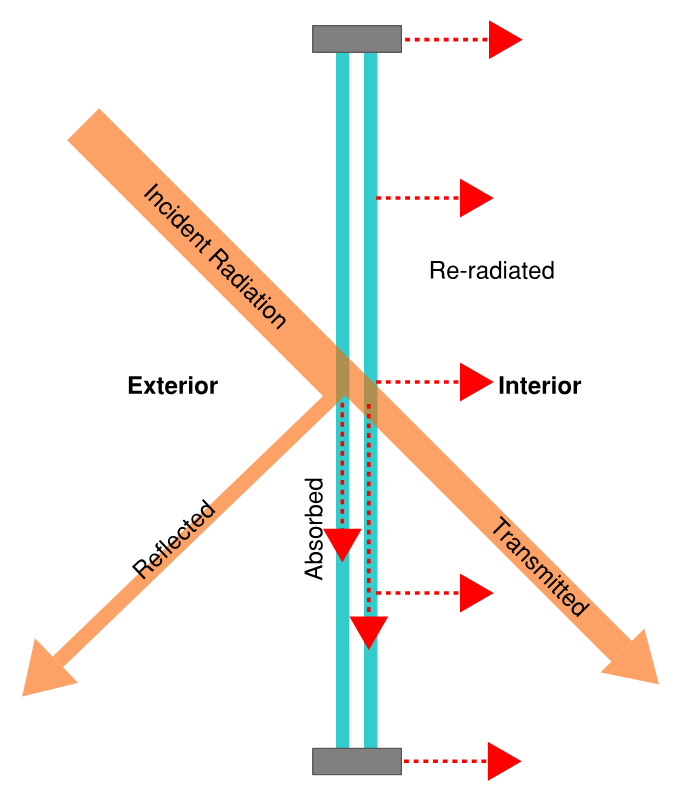
Diagrama de ganancia de calor solar a través de una ventana.

La ganancia solar se aborda con mayor frecuencia en el diseño y selección de ventanas, puertas y otros acristalamientos. Por ello, se recogen de forma común  las propiedades térmicas de los acristalamientos para poder cuantificar la ganancia solar. En Estados Unidos, la American Society of Heating, Refrigerating, and Air-Conditioning Engineers (ASHRAE) y el National Fenestration Rating Council (NRFC) mantienen estándares para el cálculo y la medición de estos valores.

### Coeficiente de sombreado
El coeficiente de sombreado (SC, de sus siglas en inglés Shading Coefficient) es una medida del comportamiento térmico radiativo de una unidad acristalada (panel o ventana) en un edificio. Se define como la relación entre la radiación solar a una longitud de onda y ángulo de incidencia determinados que pasa a través de una unidad acristalada y la radiación que pasaría a través de una ventana de referencia de 3 milímetros (0,1 plg) Clear Float Glass. Dado que las cantidades comparadas son funciones tanto de la longitud de onda como del ángulo de incidencia, el coeficiente de sombreado para un acristalamiento se indica habitualmente para una única longitud de onda típica de la radiación solar que entra normal al plano de vidrio. Esta cantidad incluye tanto la energía que se transmite directamente a través del vidrio como la energía que es absorbida por el vidrio y el marco y se vuelve a irradiar hacia el espacio, y viene dada por la siguiente ecuación:
{\displaystyle F(\lambda ,\theta )=T(\lambda ,\theta )+N*A(\lambda ,\theta )}
donde λ es la longitud de onda de la radiación y θ es el ángulo de incidencia. "T" es la transmisividad del vidrio, "A" es su absortividad y "N" es la fracción de energía absorbida que se reemite hacia al interior del espacio. El coeficiente de sombreado global viene dado por la relación:
{\displaystyle SC=F(\lambda ,\theta )_{1}/F(\lambda ,\theta )_{o}}
El coeficiente de sombreado depende de las propiedades radiativas del acristalamiento. Estas propiedades son la transmisividad "T", la absortividad "A", la emisividad (que es igual a la absortividad para cualquier longitud de onda dada) y la reflectividad. Todas ellas son cantidades adimensionales que suman a 1. Factores como el color, el tinte y los recubrimientos reflectantes afectan a estas propiedades, lo cual impulsó el desarrollo del coeficiente de sombreado como un factor de corrección para tener esto en cuenta. La tabla de ASHRAE de factores de ganancia de calor solar proporciona la ganancia de calor solar esperada para vidrio flotado transparente en diferentes latitudes, orientaciones y tiempos, que se puede multiplicar por el coeficiente de sombreado para corregir las diferencias en las propiedades de radiación.
El valor del coeficiente de sombreado varía de 0 a 1. Cuanto menor es su valor, menos calor solar se transmite a través del vidrio y mayor es su capacidad de sombreado.
Los métodos de diseño de ventanas se han distanciado del coeficiente de sombreado hacia el coeficiente de ganancia térmica solar (SHGC, de sus siglas en inglés Solar Heat Gain Coefficient), que se define como la fracción de radiación solar incidente que realmente ingresa a un edificio a través de todo el cerramiento acristalado como ganancia de calor (no solo la parte correspondiente al vidrio). Aunque el coeficiente de sombreado todavía se menciona en la literatura de productos de fabricantes y en algunos programas informáticos de la industria, ya no se menciona como una opción en textos específicos de la industria o en los códigos de construcción. Además de sus inexactitudes inherentes, otro defecto del SC es su nombre contraintuitivo, que sugiere que valores altos equivalen a sombreados altos, cuando en realidad ocurre justo lo contrario. En la industria se reconocieron las limitaciones de SC y se avanzó hacia SHGC en los Estados Unidos (y el valor g análogo en Europa) antes de principios de la década de 1990.
La conversión de SC a SHGC no es necesariamente sencilla, ya que cada una tiene en cuenta diferentes mecanismos y trayectorias de transferencia de calor (cerramiento de ensamblaje acristalado frente a únicamente vidrio). Para realizar una conversión aproximada de SC a SHGC, multiplique el valor de SC por 0.87.

### Factor solar g o transmitancia total de energía solar
El factor solar g (a veces también denominado transmitancia total de energía solar) es el coeficiente que se usa comúnmente en Europa para medir la transmitancia de energía solar de las ventanas. A pesar de existir pequeñas diferencias en los estándares de modelado en comparación con el SHGC, ambos valores son equvalentes. Un valor g de 1 supone la transmisión total de toda la radiación solar, mientras que un valor g de 0 representa una ventana sin transmisión de energía solar. Sin embargo, en la práctica, la mayoría de los valores g oscilarán entre 0,2 y 0,7, con un valor g inferior a 0,5 para acristalamiento con control solar.

### Coeficiente de ganancia térmica solar (SHGC)
El coeficiente de ganancia térmica solar (SHGC) es el sucesor del coeficiente de sombreado utilizado en Estados Unidos y se define como la relación entre la radiación solar transmitida y la radiación solar incidente para un cerramiento acristalado. Su valor varía de 0 a 1 y se refiere a la transmisión de energía solar de una ventana o puerta en su conjunto, teniendo en cuenta el vidrio, los materiales del marco (si está presente), las barras divisoras (si están presentes) y las pantallas (si están presentes). La transmitancia de cada componente se calcula de manera similar al coeficiente de sombreado. Sin embargo, a diferencia del coeficiente de sombreado, la fracción directamente transmitida del coeficiente de ganancia de calor solar viene dada por:
{\displaystyle T=\int \limits _{350\ nm}^{3500\ nm}T(\lambda )E(\lambda )d\lambda }
donde {\displaystyle T(\lambda )} es la transmitancia espectral a una longitud de onda dada en nanómetros y {\displaystyle E(\lambda )} es la irradiación espectral solar incidente. Cuando se integra en las longitudes de onda de la radiación solar de onda corta, se obtiene la fracción total de energía solar transmitida en todas las longitudes de onda solares. El producto {\displaystyle N*A(\lambda ,\theta )} es, por tanto, la fracción de energía absorbida y reemitida en todos los componentes del cerramiento acristalado. Es importante tener en cuenta que el SHGC estándar se calcula solo para un ángulo de incidencia normal a la ventana. Sin embargo, esto tiende a proporcionar en la mayoría de los casos una buena estimación para un amplio rango de ángulos, de hasta 30 grados desde la normal.
El SHGC puede estimarse a través de modelos de simulación o medirse registrando el flujo de calor total a través de una ventana con una cámara calorimétrica. En ambos casos, las normas NFRC describen el procedimiento de cálculo, prueba y validación del SHGC.
Aunque el SHGC es más realista que el SC, ambos coeficientes suponen aproximaciones demasiado simplificadas cuando se incluyen elementos complejos como los dispositivos de sombreado, que ofrecen un control más preciso respecto a los tratamientos del propio acristalamiento cuando los cerramientos acristalados reciben sombras que limitan la ganancia solar.